# Kunimitsu Sekiguchi
Kunimitsu Sekiguchi (jap. 関口 訓充, Sekiguchi Kunimitsu; * 26. Dezember 1985 in Tama, Präfektur Tokio) ist ein japanischer Fußballspieler.

## Karriere

### Verein
Kunimitsu Sekiguchi erlernte das Fußballspielen in der Schulmannschaft der Teikyo High School. Seinen ersten Vertrag unterschrieb er 20045 bei Vegalta Sendai. Der Verein aus Sendai spielte in der zweiten japanischen Liga, der J2 League. 2009 wurde er mit Sendai Meister der zweiten Liga und stieg in die erste Liga auf. Nach insgesamt 274 Spielen für Sendai wechselte er 2013 für zwei Jahre zum Ligakonkurrenten Urawa Red Diamonds. 2004 wurde er mit den Urawa Reds Vizemeister und stand im Finale des J. League Cup. 2015 unterschrieb er einen Vertrag beim Zweitligisten Cerezo Osaka in Osaka. 2016 wurde man Tabellenvierte der zweiten Liga und stieg in die erste Liga auf. Ein Jahr später gewann er mit Cerezo den J. League Cup und den Kaiserpokal. Nachdem im Januar 2018 sein Vertrag nicht verlängert wurde,  war er bis Anfang April vertrags- und vereinslos. Am 10. April 2018 unterschrieb er einen Vertrag beim Erstligisten Vegalta Sendai in Sendai. Am Saisonende 2021 belegte er mit Sendai den neunzehnten Tabellenplatz und musste in zweite Liga absteigen.

### Nationalmannschaft
Im Jahr 2010 debütierte Kunimitsu Sekiguchi für die japanische Fußballnationalmannschaft. Er hat insgesamt drei Länderspiele für Japan bestritten.

## Erfolge
Vegalta Sendai
- J2 League: 2009  ▲

Cerezo Osaka
- J. League Cup: 2017
- Kaiserpokal: 2017